# Algicid
Un algicid este o substanță chimică (un biocid) destinată combaterii algelor, în special în orezării.
Cele mai cunoscute algicide sunt: sulfatul de cupru (10-15kg/ha în orezării), acetatul de trifenil staniu (0,6-1kg substanță activă/ ha în orezării). 